# John Bercow
John Simon Bercow (/ˈbɜrkoʊ/; nascido em 19 de janeiro de 1963) é um político britânico que serviu como Presidente da Câmara dos Comuns do Reino Unido de junho de 2009 a novembro de 2019. Foi membro do Parlamento, representando Buckingham, de 1997 a 2019. Até servir como Presidente da Câmara dos Comuns, era membro do Partido Conservador (o cargo exige desfiliação partidária). Inicialmente visto como um político de direita, foi gradualmente mudando suas posições para algo mais centrista e houve até rumores que poderia se filiar ao Partido Trabalhista, algo que não ocorreu. Devido a sua impopularidade entre os círculos mais conservadores, teve que contar com apoio de outros partidos para se eleger Presidente da Câmara.
Ele serviu como vereador por Lambeth, em Londres, de 1986 a 1990, tentando, mas não conseguindo, uma vaga no Parlamento em 1987 e 1992. Mas nas eleições gerais de 1997, Bercow foi eleito pelo círculo eleitoral de Buckingham (Londres) e foi elevado para o Gabinete de sombra em 2001. Ele serviu nos gabinetes paralelos de Iain Duncan Smith e Michael Howard. Em novembro de 2002, ele renunciou devido a divergências sobre a Lei de Adoção de 2002 mas retornou ao gabinete de sombra em 2003. No ano seguinte, Bercow foi dispensado devido a desavenças com Howard.
Após a renúncia do então presidente da Câmara dos Comuns, Michael Martin, Bercow anunciou sua intenção de concorrer a posição em 2009 e foi bem sucedido, sendo reeleito em 2015 e em 2017, sem enfrentar oposição. Ele se tornou o primeiro Presidente da Câmara a ser eleito três vezes para a posição desde a Segunda Guerra Mundial.
Em outubro de 2009, Bercow presidiu a primeira audiência do Parlamento Jovem na Câmara dos Comuns, fazendo deles o primeiro grupo que não parlamentares a sentarem-se na câmara. Ele presidiu todas as audiências subsequentes e participou em todas as conferências anuais, endereçando e dando apoio aos membros do Parlamento Jovem de todo o Reino Unido. Em 2014, Bercow foi nomeado Reitor da Universidade de Bedfordshire, e em julho de 2017, Reitor da Universidade de Essex. Em outubro de 2018, foi reportado que Bercow pretendia renunciar a posição de Presidente da Câmara dos Comuns no verão de 2019, após alegações sobre figuras de alto nível no Parlamento terem comportamentos abusivos para com funcionários de Westminster e devido a alegações de bullying feitas contra ele pessoalmente.
Bercow comunicou, em 9 de setembro de 2019, aos parlamentares que deixaria, em 31 de outubro, o cargo de Presidente da Câmara dos Comuns, mas deixou oficialmente o cargo em 4 de novembro de 2019. Em 19 de junho de 2021, Bercow anunciou que ele havia se filiado ao Partido Trabalhista. Ele afirmou que o Partido Conservador de Boris Johnson havia se tornado "reacionário, populista, nacionalista e as vezes até xenofóbico." Bercow disse que sua mudança de lado para os Trabalhistas foi motivado por seu apoio por "apoio à igualdade, justiça social e internacionalismo. E esta é a marca dos trabalhistas".